# Kanton Martigues-Est
Kanton Martigues-Est (fr. Canton de Martigues-Est) je francouzský kanton v departementu Bouches-du-Rhône v regionu Provence-Alpes-Côte d'Azur. Skládá se pouze z východní části města Martigues.